# وریان
وریان (به انگلیسی: Veryan) یک روستا و محله مدنی در بریتانیا است که در کورنوال واقع شده‌است. وریان ۹۴۵ نفر جمعیت دارد.